# Hydroscorpius denisoni
Hydroscorpius
Genre
Espèce
Hydroscorpius denisoni, unique représentant du genre Hydroscorpius, est une espèce fossile de scorpions de la famille des Proscorpiidae.

## Distribution
Cette espèce a été découverte au Wyoming aux États-Unis. Elle date du Dévonien.

## Étymologie
Cette espèce est nommée en l'honneur de Robert Howland Denison.

## Publication originale
- Kjellesvig-Waering, 1986 : « A restudy of the fossil Scorpionida of the world. » Palaeontographica Americana, vol. 55, p. 5-287.